# Юрченко, Александр Григорьевич
Александр Григорьевич Юрченко (род. 13 января 1960) — российский историк, независимый исследователь, переводчик средневековых текстов, организатор экспедиций, путешественник. Автор более десяти научных и научно-популярных книг, а также статей в различных изданиях и докладов на конференциях.
Закончил исторический факультет Санкт-Петербургского государственного университета.
Область научных интересов: история Монгольской империи (в латинских источниках), история средневековых путешествий, средневековая картография, латинские бестиарии.
В 1988 году организовал Проект гуманитарных экспедиций «Сафир» и провёл три трансконтинентальные историко-этнографические экспедиции:
- 1988 — по маршруту арабского путешественника X века Ахмеда ибн Фадлана;
- 1989 — по маршруту францисканца Иоанна де Плано Карпини (1245 г.);
- 1990 — по маршруту арабского путешественника XIV века Ибн Баттуты (1330 г.).

## Основные работы
- Юрченко А. Г. Александрийский «Физиолог»: Зоологическая мистерия. — СПб.: Евразия, 2001. — 448 с. — (Magicum). — 2000 экз. — ISBN 5-8071-0079-4. (в пер.)
- Тигрица и грифон: Сакральные символы животного мира / Тимофей из Газы (Timotheus of Gaza); Подготовка текста, перевод, комментарии и исследование А. Г. Юрченко. — СПб.: Азбука-классика, Петербургское Востоковедение, 2002. — 400 с. — ISBN 5-352-00187-3, ISBN 5-85803-208-7. (в пер.)
- Христианский мир и «Великая Монгольская империя»: Материалы францисканской миссии 1245 года. «История Тартар» брата Ц. де Бридиа / Критический текст, перевод с латыни С. В. Аксёнова и А. Г. Юрченко. Экспозиция, исследование и указатели А. Г. Юрченко. — СПб.: Евразия, 2002. — 480 с. — (Barbaricum). — 1500 экз. — ISBN 5-8071-0111-1. (в пер.)
- Юрченко А. Г. Империя и космос: Реальная и фантастическая история походов Чингис-хана по материалам францисканской миссии 1245 года. — СПб.: Евразия, 2002. — 432 с. — (Barbaricum). — 1500 экз. — ISBN 5-8071-0012-X. (в пер.)
- Юрченко А. Г. Историческая география политического мифа: Образ Чингис-хана в мировой литературе XIII–XV вв. — СПб.: Евразия, 2006. — 640 с. — 2000 экз. — ISBN 5-8071-0203-7. (в пер.)
- Юрченко А. Г. Книга катастроф: Чудеса мира в восточных космографиях. — СПб.: Евразия, 2007. — 320 с. — (Чудеса мира в восточных космографиях). — 1000 экз. — ISBN 978-5-8071-0256-8. (в пер.)
- Юрченко А. Г. Книга камней: Чудеса мира в восточных космографиях. — СПб.: Евразия, 2007. — 256 с. — (Чудеса мира в восточных космографиях). — 1000 экз. — ISBN 978-5-8071-0260-6. (в пер.)
- Юрченко А. Г. Книга Марко Поло: Записки путешественника или имперская космография / Переводы с латинского и персидского языков С. В. Аксёнова (PhD). — СПб.: Евразия, 2007. — 864 с. — 2000 экз. — ISBN 978-5-8071-0226-6. (в пер.)
- Юрченко А. Г. Древние святыни Сирии: По стопам апостола Павла. — Киев: Книгоноша, 2011. — 128 с. — (Древности Средиземноморья). — ISBN 978-966-2615-01-2. (обл.)
- Юрченко А. Г. Крепости и замки Сирии эпохи крестовых походов. — Киев: Книгоноша, 2012. — 160 с. — (Древности Средиземноморья). — ISBN 978-966-2615-03-6. (обл.)
- Юрченко А. Г. Хан Узбек: Между империей и исламом. Структуры повседневности. — СПб.: Евразия, 2012. — 400 с. — 1000 экз. — ISBN 978-5-91852-023-9. (в пер.)
- Юрченко А. Г. Золотая Орда: Между Ясой и Кораном. Начало конфликта. — СПб.: Евразия, 2012. — 368 с. — ISBN 978-5-91852-051-2. (в пер.)
- Юрченко А. Г. Элита Монгольской империи: Время праздников, время казней / Рец.: С. Г. Кляшторный, Т. И. Султанов. — СПб.: Евразия, 2012/2013. — 432, [72] с. — 2000 экз. — ISBN 978-5-91852-038-3. (в пер.)
- Юрченко А. Г. Книга деревьев: Чудеса мира в восточных космографиях. — СПб.: Евразия, 2019/2020. — 496 с. — 1000 экз. — ISBN 978-5-8071-0459-5.

Статьи
- Юрченко А. Г. Игра с мифами и символами или империя Чингис-хана в обратной перспективе (Опыт интерпретации средневековых текстов) // Вестник Евразии. 2000. № 4. С. 37-75.
- Юрченко А. Г. Монгольская империя на Каталонском атласе 1375 г. // Mongolica - VIII: Сборник статей: Посвящён 190-летию Азиатского музея — Института восточных рукописей РАН (СПбФ ИВ РАН) / Сост. и автор предисл. И. В. Кульганек; Институт восточных рукописей РАН. — СПб.: Петербургское Востоковедение, 2008. — С. 50—60. — 160 с. — ISBN 978-5-85803-392-9.
- Юрченко А. Г. Эликсир долголетия в политической мифологии Монгольской империи // От Онона к Темзе: Чингисиды и их западные соседи: Сб. ст. (К 70-летию Марка Григорьевича Крамаровского). — М.: Изд. дом Марджани, 2013. — С. 49—80. — 568 с. — ISBN 978-5-903715-78-7.